# جرعة يومية محددة

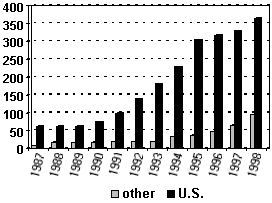

الجرعة اليومية المحددة هي قياس إحصائي لاستهلاك الدواء، تُحدِّده مراكز التعاون لمنهجية الإحصائيات الدوائية التابعة لمنظمة الصحة العالمية. يُحدَّد بالتشارك مع نظام التصنيف الكيميائي العلاجي التشريحي لتصنيف الأدوية ذات الصلة. تسمح الجرعة اليومية المحددة بمقارنة استعمال الدواء بين الأدوية المختلفة في نفس المجموعة أو بين بيئات رعاية صحية مختلفة، أو بالنظر إلى اتجاهات استخدام الدواء مع مرور الوقت. يجب عدم الخلط بين الجرعة اليومية المحددة مع الجرعة العلاجية أو الجرعة اليومية الموصوفة، أو الجرعة اليومية المُسجَّلة، وستكون الجرعة اليومية المحددة دائمًا مختلفة عن الجرعة التي يصفها الطبيب فعليًا لشخص معين.
تعريف منظمة الصحة العالمية هو: «الجرعة اليومية المحددة هي جرعة الصيانة الوسطية المُفترَضة يوميًا من دواء ما يُستخدَم من أجل استطبابه الرئيسي لدى البالغين». طُرِح مفهوم الجرعة اليومية المحددة لأول مرة في نهاية سبعينيات القرن العشرين.

## التعيين
قبل أن تعيّن مراكز التعاون لمنهجية الإحصاءات الدوائية التابعة لمنظمة الصحة العالمية الجرعة اليومية المحددة، يجب أن تكون مصنفة بحسب نظام التصنيف الكيميائي العلاجي التشريحي، ومصادق على بيعها على الأقل في دولة واحدة. تُحسَب الجرعة اليومية المحددة بالنسبة لبالغ وزنه 70 كغ، إلا إن كان الدواء يُستخدَم لدى الأطفال فقط. تعتمد هذه الجرعة على توصيات المعالجة وليس الوقاية، إلا إن كانت الوقاية هي الاستطباب الرئيسي للدواء. بشكل عام، هناك جرعة يومية محددة واحدة فقط لكل أشكال دواء ما، لكن توجد استثناءات إن كانت بعض الأشكال تُستخدَم بشكل نموذجي بنقاط قوة مختلفة بشكل ملحوظ (على سبيل المثال، حقنة مضاد حيوي في مشفى مقابل أقراص في المجتمع). تكون الجرعة اليومية المحددة للأقراص المركبة (الحاوية على أكثر من دواء واحد) أكثر تعقيدًا، مع أخذ «وحدة الجرعة» بعين الاعتبار، رغم أن الأقراص المركبة المُستخدَمة لارتفاع ضغط الدم تأخذ عدد الجرعات في اليوم بعين الاعتبار.
معادلة تحديد هذه الجرعة هي:
1. إذا كان هناك جرعة صيانة واحدة مُوصى بها في الأدب الطبي، فهذا مُفضَّل.
2. إذا كان هناك مجموعة من جرع الصيانة المنصوح بها عندها:
  1. إذا كان الأدب الطبي يوصي عمومًا بزيادة الجرعة من الجرعة المبدئية إلى الجرعة الأعظمية علمًا أنه يمكن تحمّلها، اختَر الجرعة القصوى.
  2. إذا كان الأدب الطبي يوصي بزيادة الجرعة المبدئية فقط في حال لم تكن فعالة بصورة كافية، اختَر الجرعة الدنيا.
  3. إذا لم يكن هناك إرشادات، اختَر النقطة الوسطى بين طرفي مجال الجرعات.

تُراجَع الجرعة اليومية المحددة لدواء ما بعد 3 أعوام. قد تُقدَّم طلبات تغيير، ولكنها لا تُشجَّع، ولا يُسمَح بها عمومًا مالم يتغير المؤشر الرئيسي للدواء أو تتغير الجرعة الوسطية المستخدمة بأكثر من 50%.

## القصور
تكون الجرعة اليومية المحددة نفسها لكل أشكال دواء ما، حتى إن كانت بعض هذه الأشكال (على سبيل المثال، الشراب ذو النكهة) مُصمَّمة مع مراعاة الأطفال. لا تٌعيَّن جرعة يومية محددة لبعض أنواع الأدوية، على سبيل المثال، الأدوية التي تُطبَّق على الجلد، والأدوية المخدرة، واللقاحات. لأن الجرعة اليومية المحددة ليست قيمة محسوبة، ففي بعض الأحيان لا يجري وصفها فعلًا في الممارسة (على سبيل المثال، قد لا تكون النقطة الوسطى لنقاط قوة قرصين موصوفين مساوية أو مضاعفة لأي من الأقراص المتوفرة). قد يُوصَف لأشخاص مختلفين في الممارسة السريرية جرعات أعلى أو أقل من الجرعة اليومية المحددة، على سبيل المثال، لدى الأطفال، أو الأشخاص المصابين بقصور كلوي أو كبدي، أو المرضى الذين يأخذون علاجًا مركبًا (علاجَا متعددًا)، أو بسبب الاختلافات في استقلاب الدواء بين الأشخاص أو المجموعات الإثنية (تعدد الأشكال).
رغم أن الجرعة اليومية المحددة مُصمَّمة بشكل أساسي من أجل الأبحاث حول استخدام الأدوية، فإن بيانات استخدام الجرعة اليومية المحددة لا تعطي إلا «تقديرًا تقريبيًا» مقارنة بالإحصائيات المجموعة حول استخدام الدواء في الواقع. غالبًا ما تُستخدَم الجرعة اليومية المحددة من أجل الأبحاث طويلة الأمد وتحليل اتجاهات استخدام الدواء مع مرور الوقت، لذا يجري تجنب إحداث أي تغييرات في الجرعة اليومية المحددة، بينما غالبًا ما تحدث تغيرات في الجرعة اليومية الفعلية الموصوفة لجمهور ما. على سبيل المثال، كانت الجرعة اليومية المُسجَّلة لدواء سيمافاستاتين في كندا عام 1997 مختلفة فقط 8% عن الجرعة اليومية المحددة، لكن في 2006 كانت مختلفة بنسبة 67%. في 2009، حُدِّثت الجرعة اليومية المحددة لعدة أدوية من فئة الستاتينات مع تغير السيامفاستاتين من 15 مغ إلى 30 مغ.
تعتمد الجرعة اليومية المحددة على جرعة الصيانة، لكن في الممارسة السريرية سيكون لدى المرضى مزيج من الجرعة المبدئية وجرعة الصيانة.